# Fuenmayor
Fuenmayor es un municipio de la comunidad autónoma de La Rioja (España). Se sitúa entre el río Ebro y la carretera N-232, junto a la línea de ferrocarril Castejón-Bilbao, lo que la sitúa en un lugar estratégico que ha propiciado su desarrollo.

## Geografía
Integrado en la comarca de Rioja Media, se sitúa a 13 kilómetros de Logroño. El término municipal está atravesado por la Autopista Vasco-Aragonesa (AP-68), por la carretera nacional N-232, entre los pK 418 y 425, y por las carreteras autonómicas LR-137, que conecta con Navarrete, y LR-251, que se dirige a Lapuebla de Labarca.  
El relieve del municipio está definido por la ribera derecha del río Ebro al norte, haciendo de límite con la provincia de Álava, y por una llanura en pendiente ascendente hacia el sur. La acequia de río Iregua antigua surca el territorio de sur a norte. La altitud oscila entre los 650 metros al suroeste y los 400 metros a orillas del Ebro. El pueblo se alza a 434 metros sobre el nivel del mar. 
El municipio limita al norte con Lapuebla de Labarca (Álava), al noreste con Laguardia (Álava), al este y al sureste con Logroño, al sur y al suroeste con Navarrete, al oeste con Cenicero, y al noroeste con Elciego (Álava).

## Historia
Fuenmayor es citada por primera vez en el siglo XI, en un documento en el cual la reina Estefanía cedía esta localidad y otras al monasterio de Santa María la Real de Nájera. Pero restos celtibéricos y romanos indican que ya estaba habitada con anterioridad, y se sabe que el asentamiento se erigía en el territorio que llamaban Varía o Varegia, tierras conocidas y citadas en tiempos de los cónsules.
En el año 567 fue sometida junto con Nájera y su zona de influencia por el rey godo Leovigildo.
En el siglo XVII sus vecinos compraron la independencia a la localidad a la que pertenecían, Navarrete, por 6600 ducados.
En el año 1784 se celebraron en Fuenmayor y más concretamente en la casa de Francisco Tobía y Ubago, las reuniones fundacionales de la Real Sociedad Económica de La Rioja, la cual era una de las sociedades de amigos del país fundadas en el siglo XVIII conforme a los ideales de la ilustración.
Su despegue económico acaeció en el siglo XIX, con la construcción de grandes bodegas.

## Geografía humana

### Demografía
Cuenta con una población de 3278 habitantes (INE 2024).
| Gráfica de evolución demográfica de Fuenmayor entre 1842 y 2021                                                       |
| |
| Población de derecho según los censos de población del INE. Población de hecho según los censos de población del INE. |

### Población por núcleos
| Núcleos     | Habitantes (2000) | Habitantes (2010) |
| ----------- | ----------------- | ----------------- |
| Fuenmayor   | 2.278             | 3.219             |
| La Estación | 23                | 0                 |

## Administración y política
| Periodo   | Nombre                                        | Partido  |
| --------- | --------------------------------------------- | -------- |
| 1979-1983 | César de Marcos                               | PSOE     |
| 1983-1987 | César de Marcos                               | PSOE     |
| 1987-1991 | César de Marcos                               | PSOE     |
| 1991-1995 | Enrique Merino                                | PSOE     |
| 1995-1999 | Enrique Merino                                | PSOE     |
| 1999-2003 | Valentín Alonso                               | PSOE     |
| 2003-2007 | Valentín Alonso                               | PSOE     |
| 2007-2011 | Mª Carmen Arana Álvarez                       | PSOE     |
| 2011-2015 | Mª Carmen Arana Álvarez                       | PSOE     |
| 2015-2019 | Eduardo Abascal Falces / Alberto Peso Hernáiz | PSOE/ PP |
| 2019-2023 | Alberto Peso Hernáiz                          | PP       |

## Economía
En Fuenmayor se sitúan hasta 25 bodegas pertenecientes a la Denominación de Origen Calificada Rioja, algunas que gozan de gran fama y prestigio a nivel internacional. También existen industrias madereras y de cerámica.

### Evolución de la deuda viva
El concepto de deuda viva contempla sólo las deudas con cajas y bancos relativas a créditos financieros, valores de renta fija y préstamos o créditos transferidos a terceros, excluyéndose, por tanto, la deuda comercial.
| Gráfica de evolución de la deuda viva del ayuntamiento entre 2008 y 2015                             |
| |
| Deuda viva del ayuntamiento en miles de Euros según datos del Ministerio de Hacienda y Ad. Públicas. |

La deuda viva municipal por habitante en 2014 ascendía a 443,67 €.

## Cultura

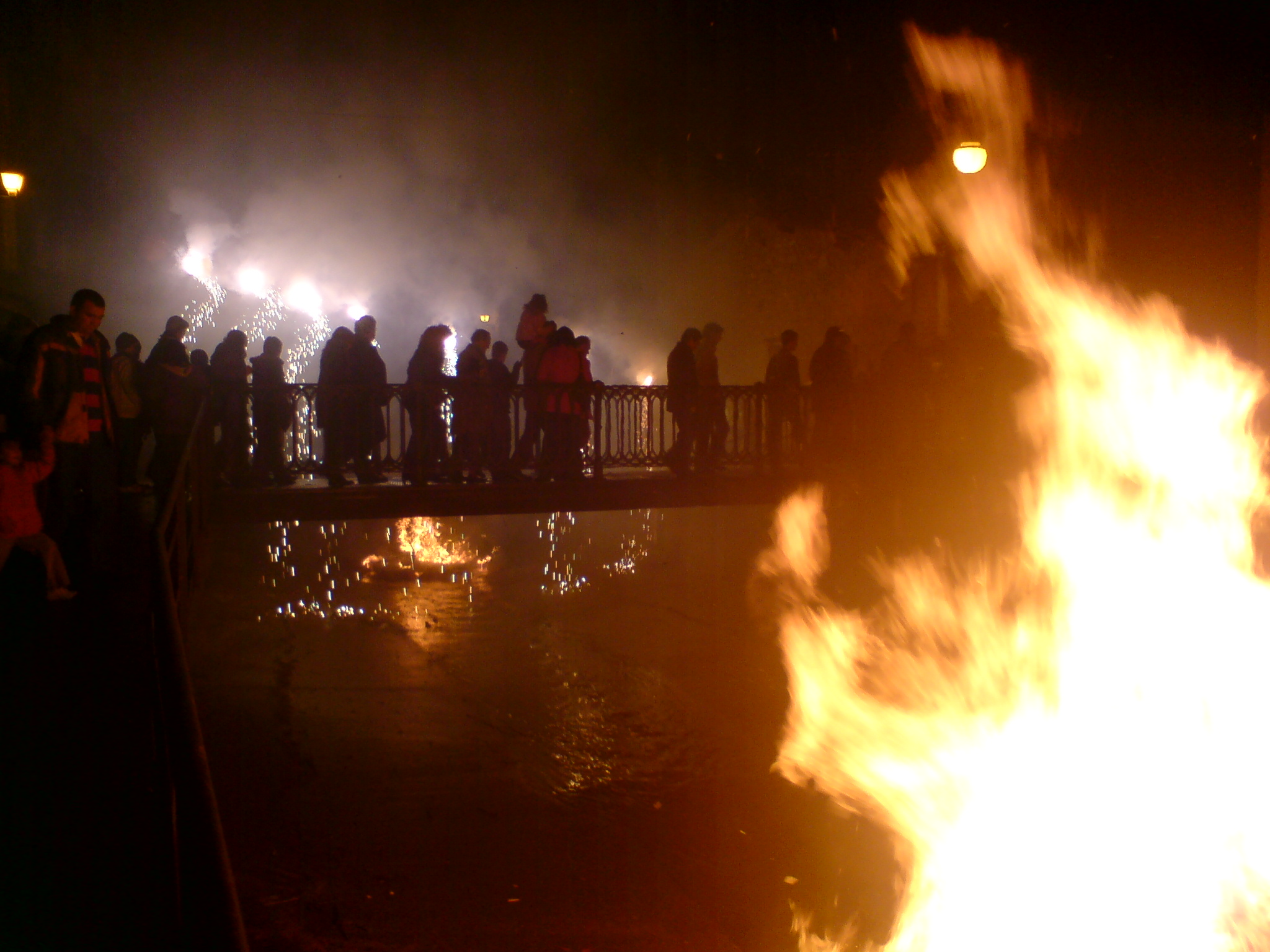
Fiestas de Los Marchos

Probablemente la fiesta más importante del pueblo es la Fiesta de Los Marchos, celebrada desde tiempos inmemoriales la noche del siete de diciembre, en la que se encienden hogueras por todo el pueblo.
Anualmente, en torno al Puente del Primero de Mayo, se celebra en la Finca 'La Tejera' el Festival Mariquitina's Day, una iniciativa lúdica-festiva sobre el vino y su cultura con espectáculos de magia, cuentacuentos, recitales de poesía y música.
Luis María Díez Merino, nacido en Fuenmayor en 1955, es ganador del Premio "De Buena Fuente" de Novela -organizado por el Ayuntamiento de Logroño y Fundación Caja Rioja- con su obra Las medias verdades; además es coautor de Las musas de Rorschach.

## Monumentos y lugares de interés

### Arquitectura religiosa
- Iglesia de Santa María, construida entre los siglos siglo XVI y XVIII. Destaca su altar mayor, de estilo romanista. Fue declarada Bien de Interés Cultural en la categoría de Monumento el 29 de diciembre de 1981.[11]
- Ermita del Cristo, de estilo barroco, construida entre los siglos XVII y XVIII.[12]
- Ermita de San Martín, del siglo XVI. Sirvió de capilla al adyacente Convento de las Hijas de La Cruz hasta que fue transformada en Casa Parroquial en los años ochenta.[13]
- Ermita del Carmen, del siglo XVIII. Contiene una hornacina de la Virgen y dos figuras en piedra de los padres de la misma; San Joaquín y Santa Ana. También hay una imagen barroca de la Virgen del Carmen, de mediados del XVIII y Crucifijos del XVIII.[14]

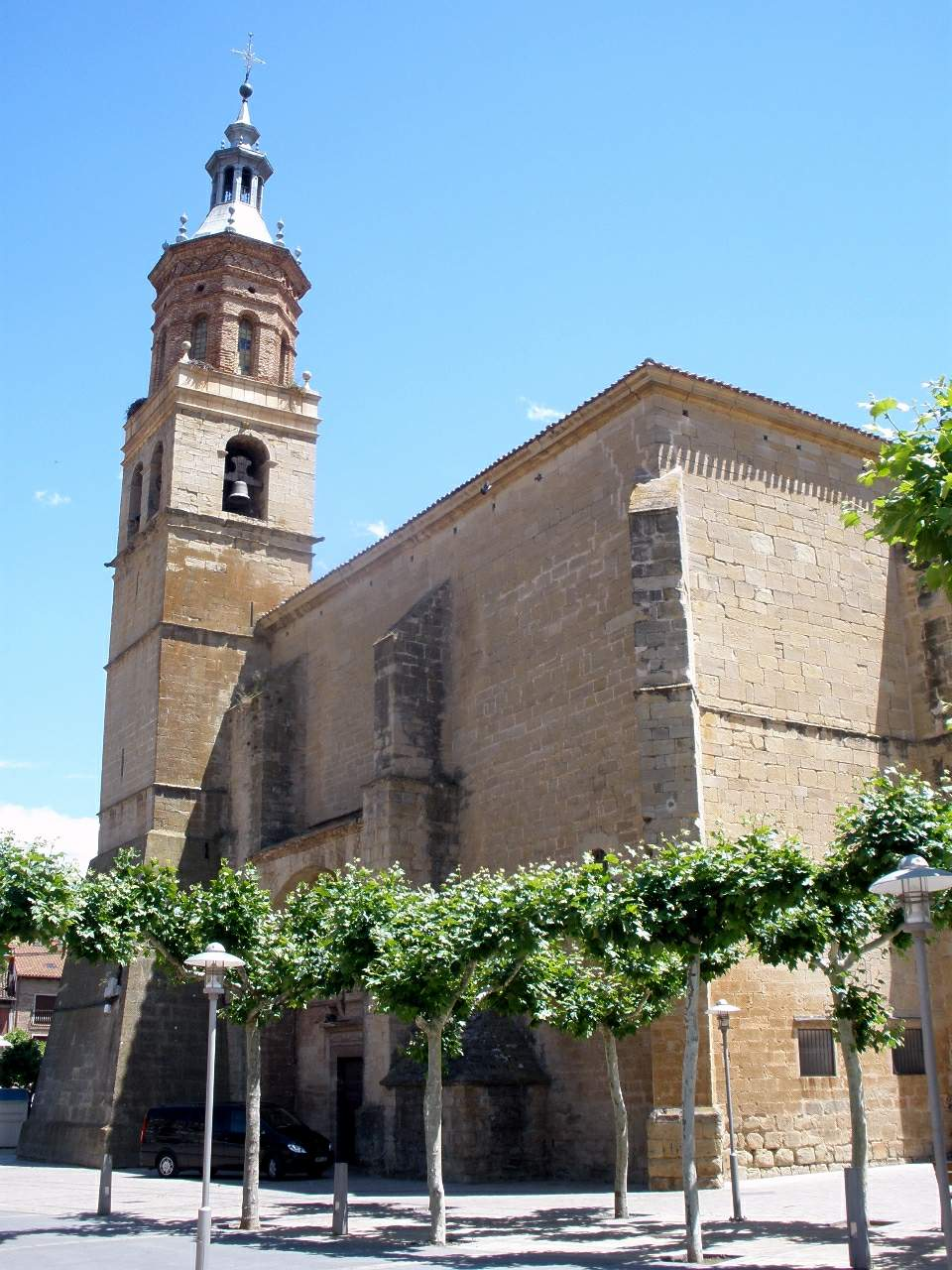
Iglesia de Santa María
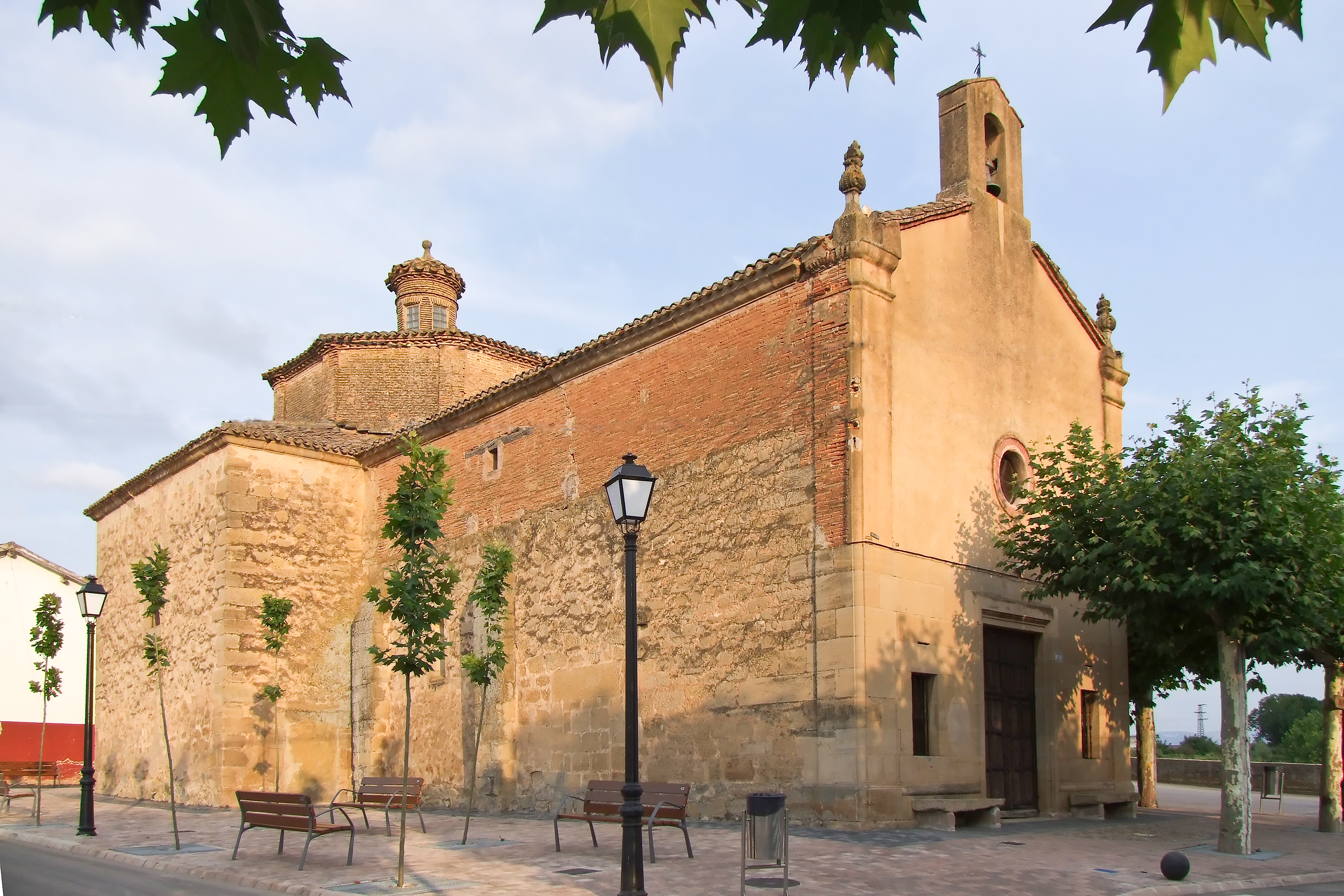
Ermita del Cristo
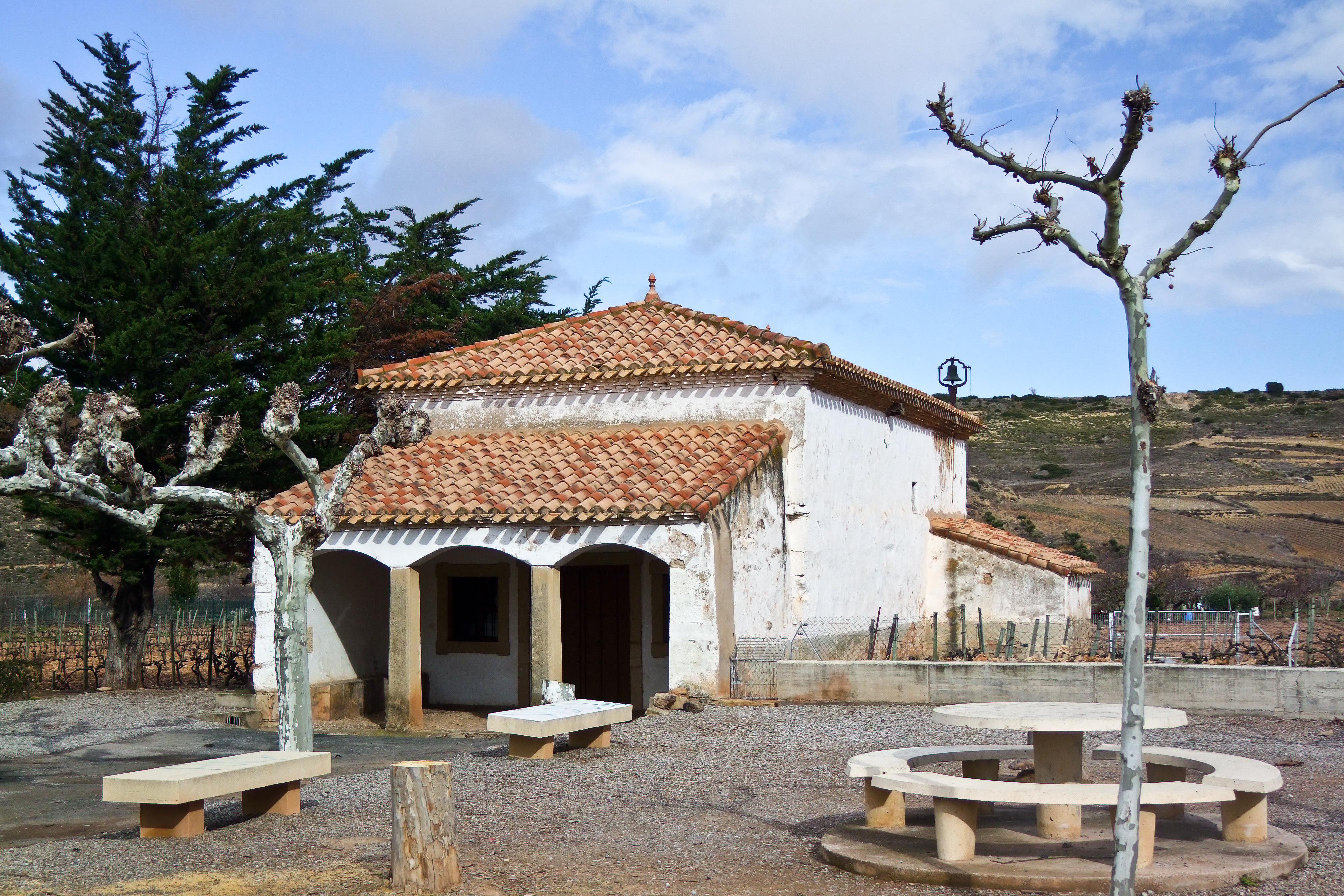
Ermita del Carmen
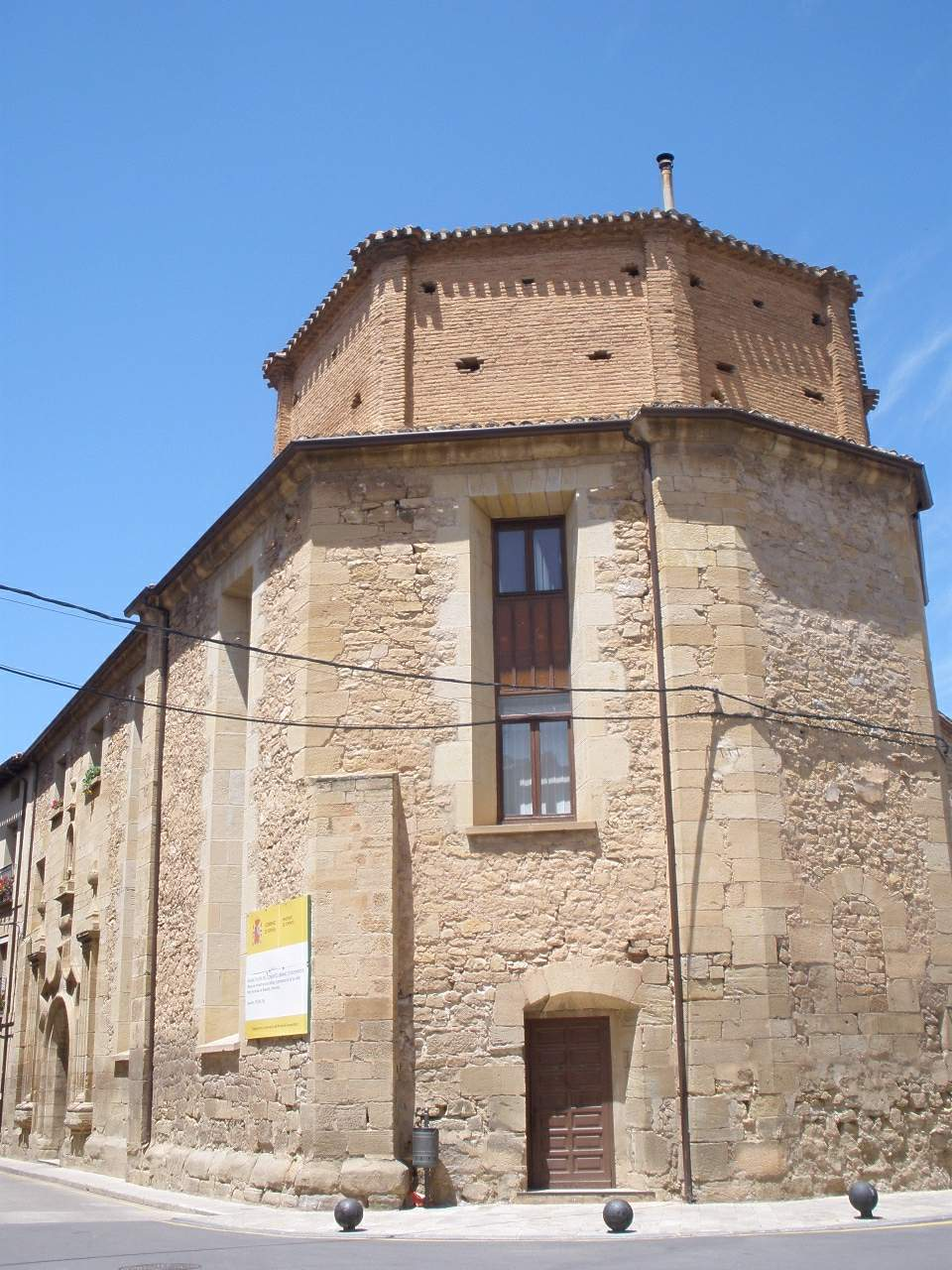
Ermita de San Martín

### Arquitectura civil
- Palacio Fernández Bazán, del siglo XVII.[15]
- Palacio de los Marqueses de Terán, antigua sede de la Real Junta de Cosecheros.[16]
- Palacio Renacentista en la calle Mayor Alta 20.[17]
- Palacio de los Urban del Campo[18]
- Palacio de los Navajas.[19]
- El Portalón, palacio renacentista de comienzos del siglo XVIII.[20]
- Cine Gran Coliseo, edificio de los años 30, el primer cine español con el anfiteatro colgado y sin columnas en el patio de butacas.

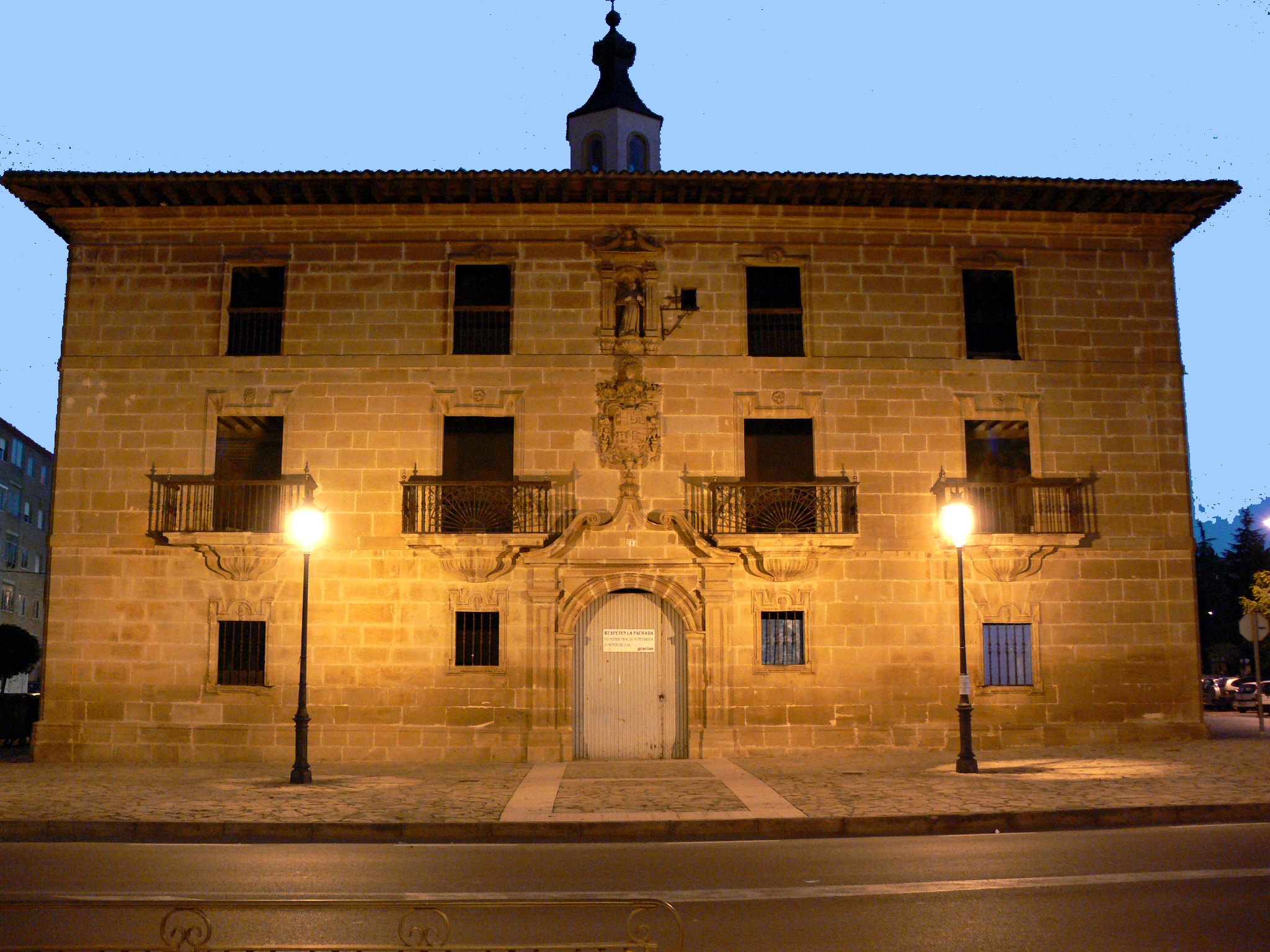
Palacio Fernández Bazán
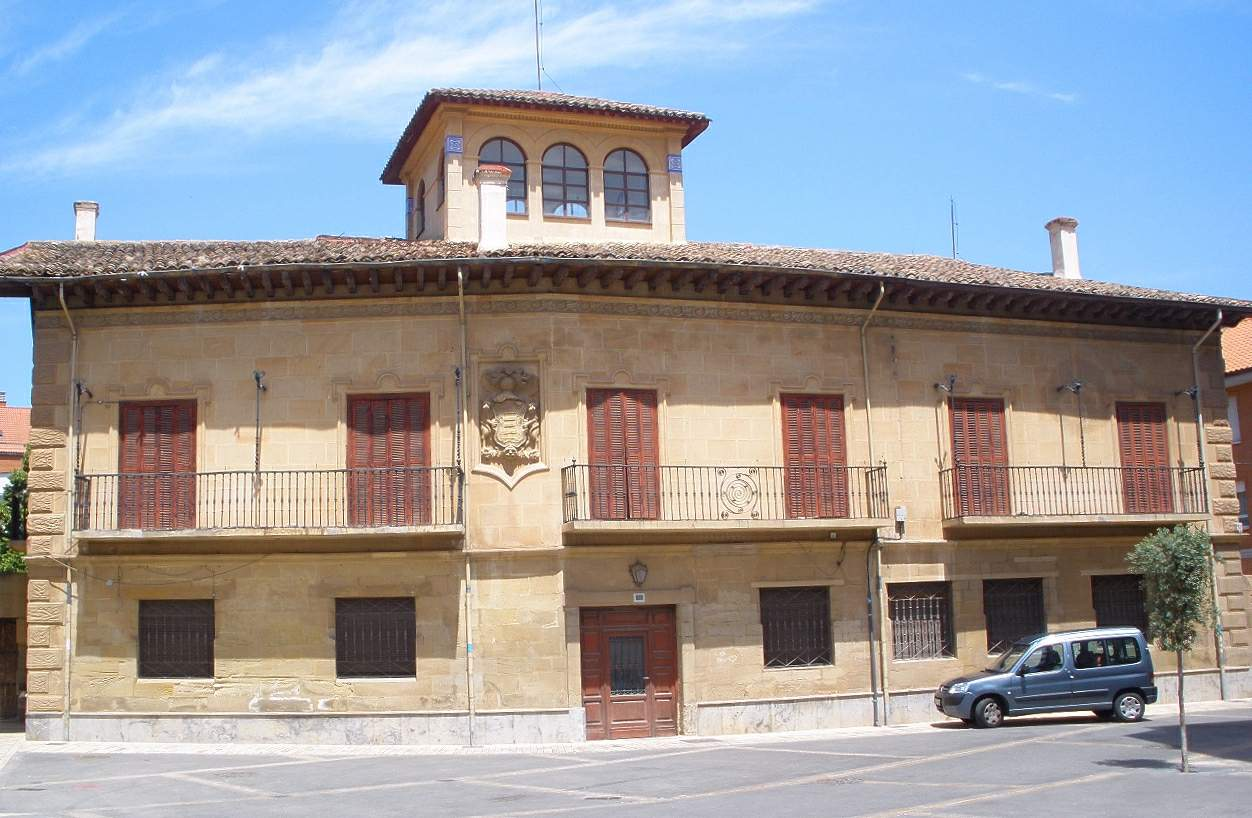
Palacio de los Navajas
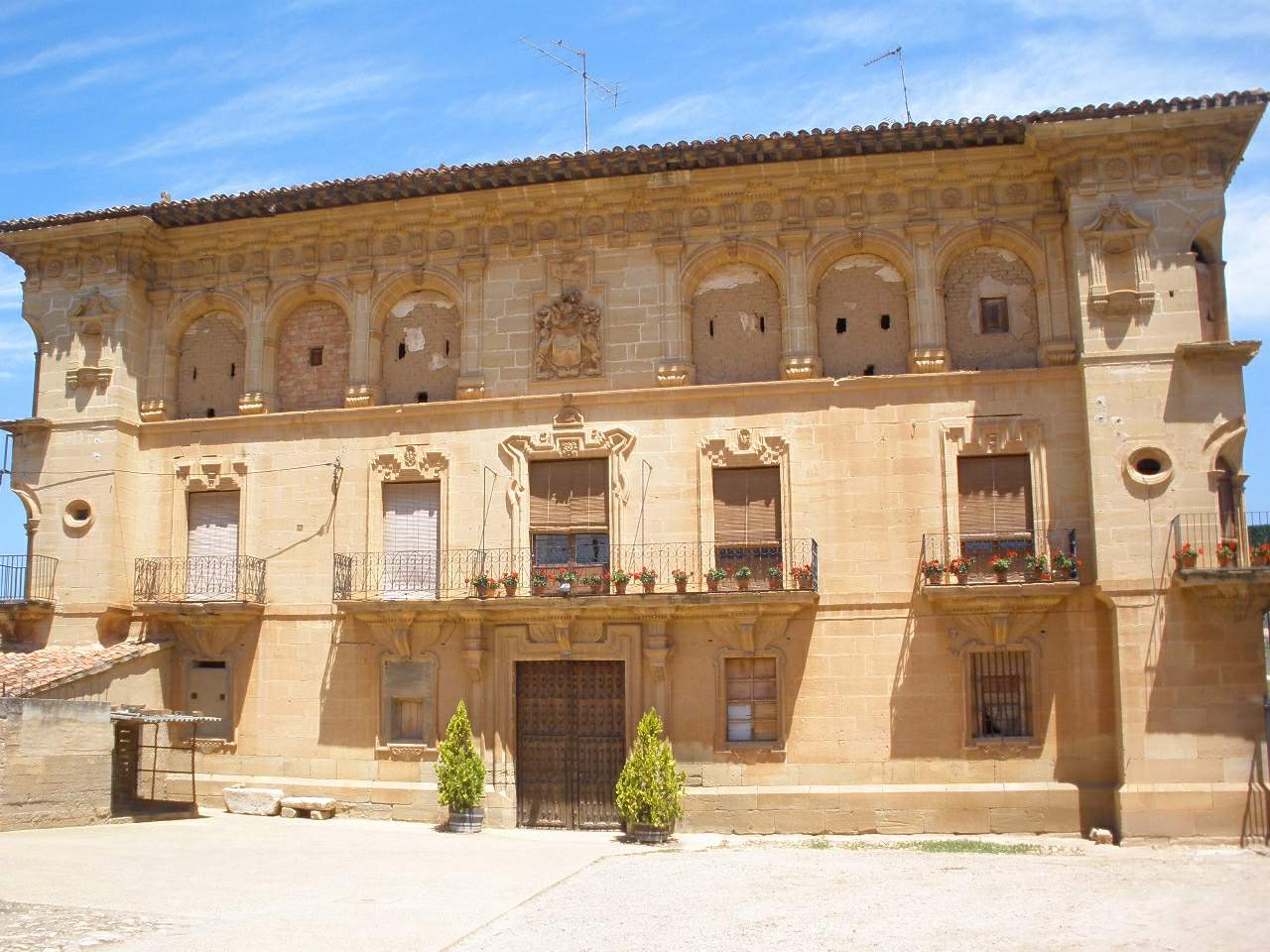
Palacio del Marqués de Terán
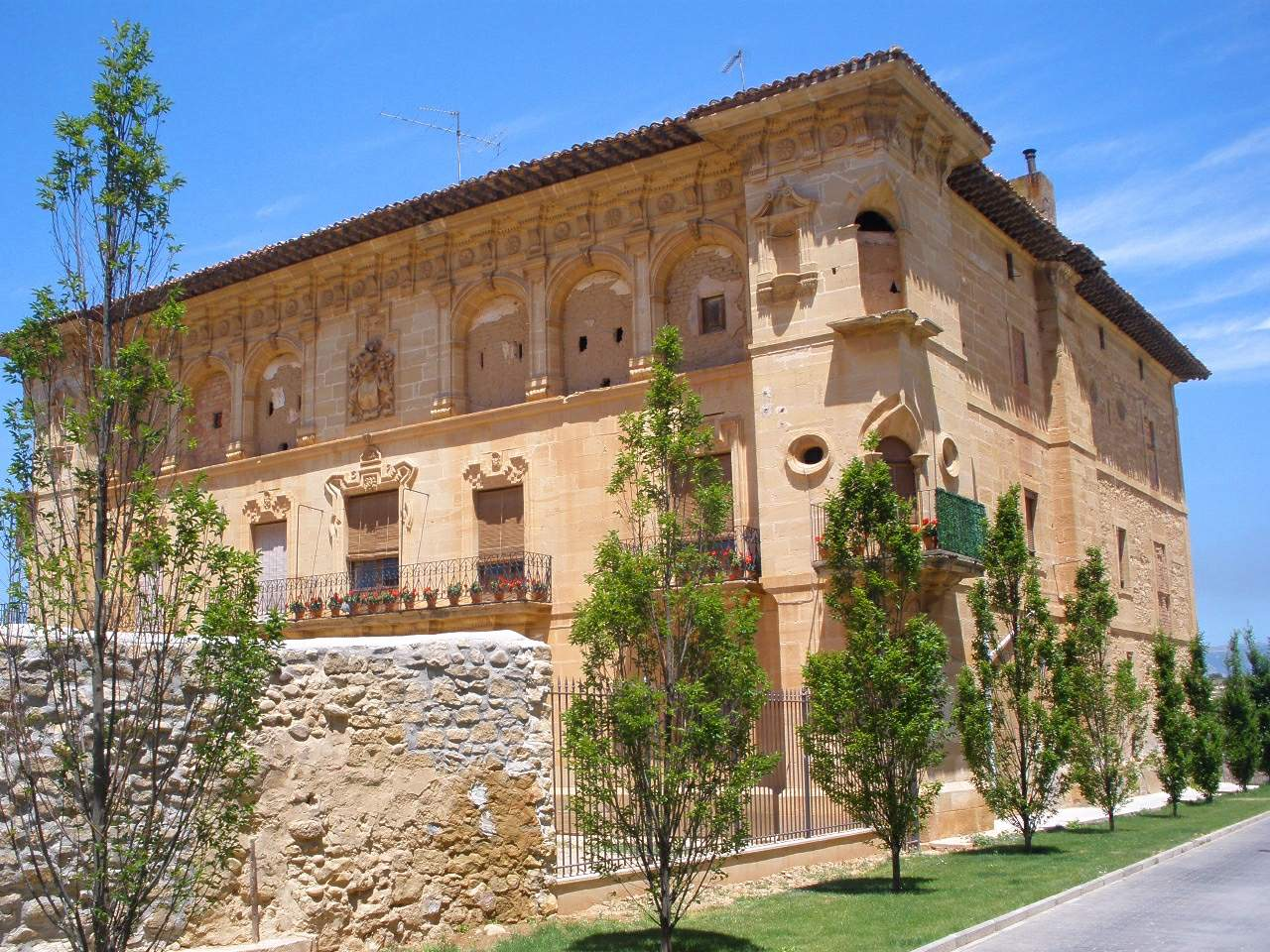
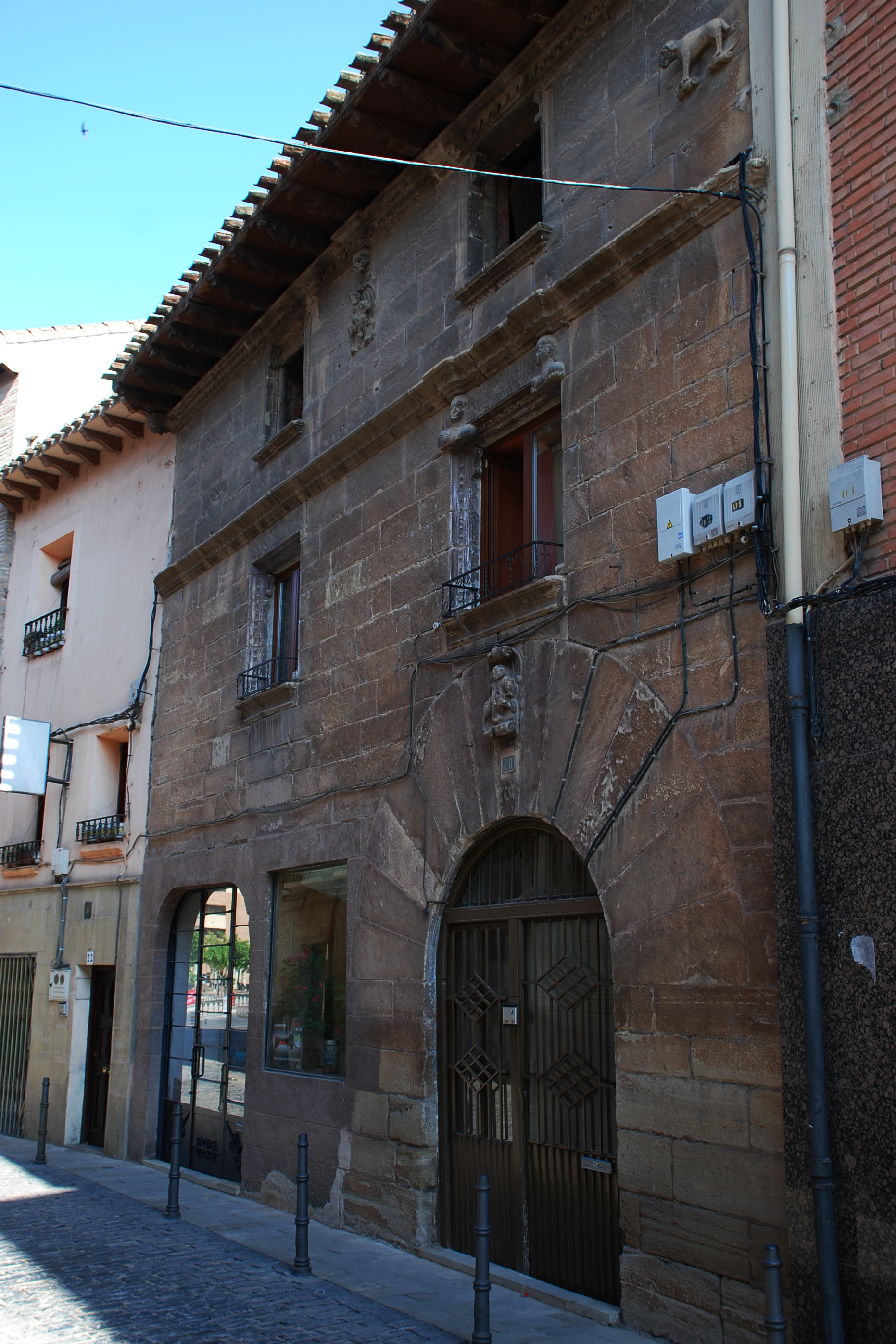
Palacio Renacentista, Mayor Alta 20
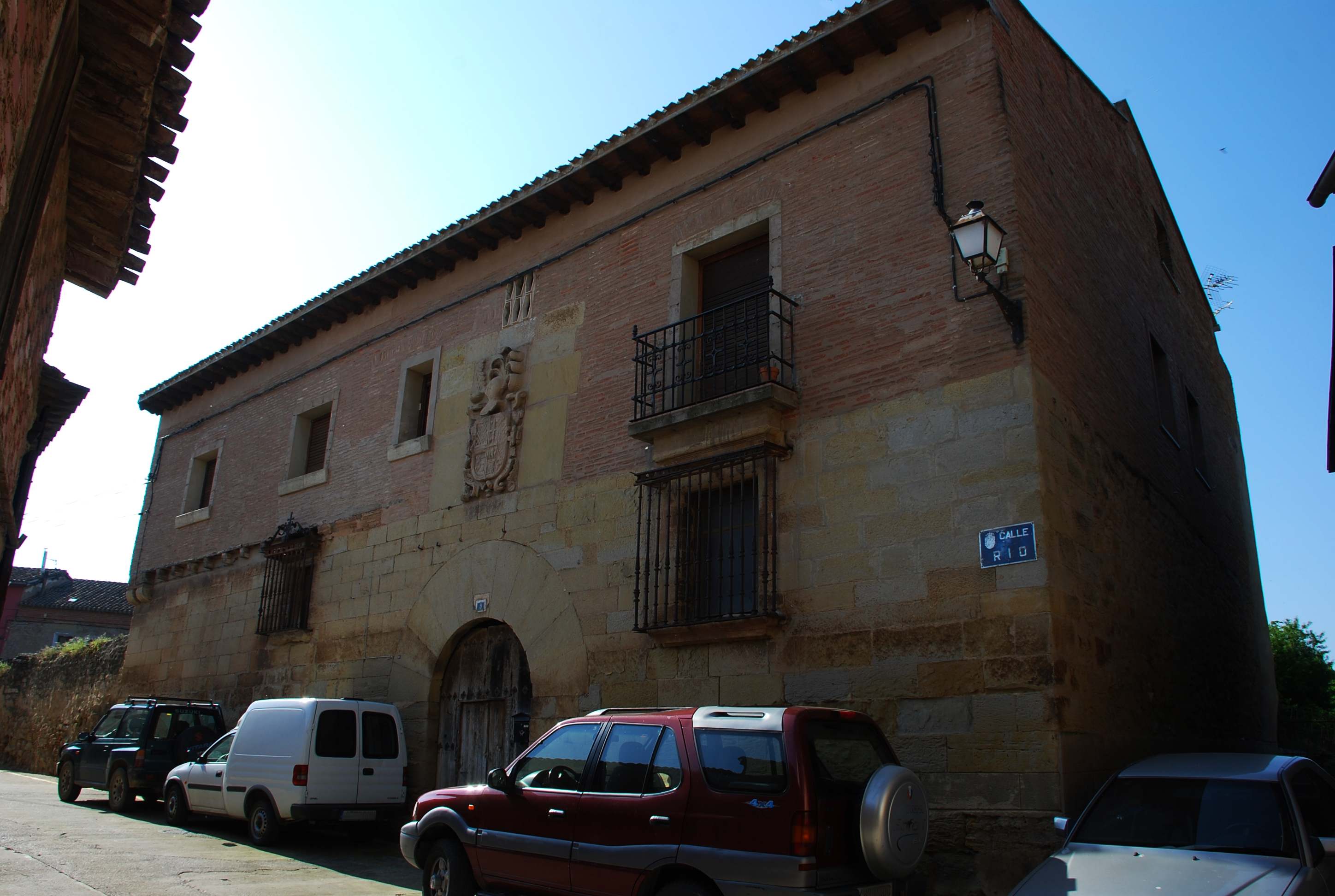
Palacio de los Urban del Campo

## Véase también

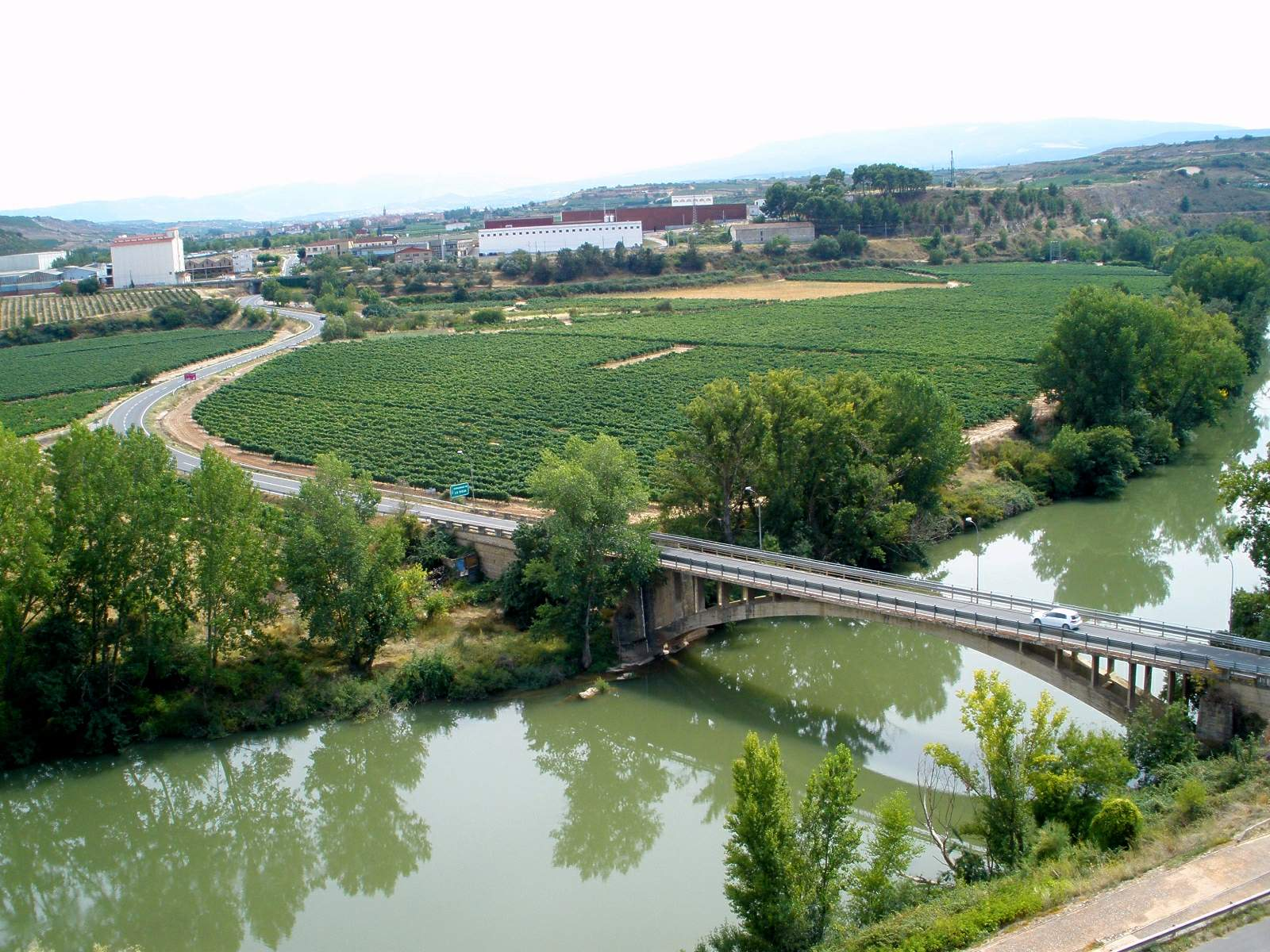
Puente vial sobre el Ebro, comunicando los términos municipales de Fuenmayor (La Rioja) y Lapuebla de Labarca (Álava)